# La Tardière
La Tardière è un comune delegato del comune di Terval, nel dipartimento della Vandea nella regione dei Paesi della Loira. In precedenza comune autonomo, il 1º gennaio 2023 è confluito insieme agli ex comuni di Breuil-Barret e La Chapelle-aux-Lys nel nuovo comune di Terval.

## Storia

### Simboli
È raffigurata la facciata della cappella della Brossardière.

## Monumenti e luoghi d'interesse
- La cappella della Brossardière, meta di pellegrinaggio annuale, è uno dei monumenti più emblematici di Tardière. Fu costruita sul sito di un'antica chiesa, su un sito collinare, dove ebbe luogo un massacro di protestanti da parte dei cattolici. Il 13 agosto 1595, nel pieno delle guerre di religione in Francia, gli estremisti invasero La Brossardière, dove il pastore Moreau stava predicando nella chiesa in cui erano radunati 230 fedeli. 45 cavalieri massacrarono la popolazione indifesa, causando la morte di 31 uomini e bambini. L'edificio fu distrutto intorno al 1670 e la proprietà fu confiscata. Nel 1687, l'abate Normandin, priore di La Tardière, acquistò La Brossardière. Lì verrà costruita una cappella che nel 1793 fu incendiata e poi venduta a privati. Tornò di proprietà del comune nel 1824.

## Società

### Evoluzione demografica
Abitanti censiti